# Surrey Bend Regional Park
Der Surrey Bend Regional Park ist ein etwa 350 ha (860 Acre) großer Regional Park in Surrey in der kanadischen Provinz British Columbia. Er erstreckt sich entlang des Fraser River und des Parsons Channel. Der größte Teil des Parks besteht aus einer Flussaue. Die Feuchtgebiete beherbergen eine Reihe verschiedener Arten wie Vögel und Fische. Es gibt mehrfach nutzbare Wege, die eine Gesamtlänge von 4 km haben, an denen Informationstafeln angebracht wurden.
Der Park wurde offiziell im April 2016 eröffnet.